# Jarrett Durham
Jarrett M. Durham (Aliquippa, 22 agosto 1949) è un ex cestista, allenatore di pallacanestro e dirigente sportivo statunitense, professionista nella ABA.

## Carriera
Venne selezionato dai Detroit Pistons al quarto giro del Draft NBA 1971 (62ª scelta assoluta).